# More (película)
More es una película francesa de 1969 que supuso la ópera prima del director francés Barbet Schroeder. 
La película aborda los temas de las drogas y el erotismo tal como eran en el mundo occidental en aquella época, razón por la que sufrió recortes y censura en varios países. Con el paso de las décadas ha sido considerada como una película de culto, en parte por su banda sonora compuesta e interpretada específicamente para la película por Pink Floyd y por su narrativa totalmente abierta hacia el consumo de drogas y el sexo libre, temas que la mayor parte de cineastas y productoras de esa época trataban de evitar.

## Argumento
Stefan Brückner (Klaus Grünberg) es un joven alemán de Lübeck, que ha terminado sus estudios de matemáticas y decide tener una breve aventura para deshacerse de sus compromisos personales. Después de hacer una parada en París, se hace amigo de Charlie (Michel Chanderli) mientras jugaba a las cartas en un Barrio Latino. Luego de una borrachera terminaran siendo más confidentes de modo que en el hotel La Louisiane, habitación 36, en el cruce de la rue de Seine y la rue de Buci, cometen un robo para conseguir algo de dinero. Posteriormente, en una fiesta oscilante, Stefan conoce a una chica estadounidense de espíritu libre, hermosa pero esquiva llamada Estelle Miller (Mimsy Farmer). Charlie le advierte a Stefan no involucrarse con Estelle ya que no es una mujer de fiar y que tenga mucho cuidado con ella. Sin embargo, Stefan termina aceptando la invitación de Estelle de acompañarla hasta Ibiza a un hotel con bar de un ex nazi llamado Dr. Ernesto Wolf (Heinz Engelmann). En la isla se desarrollará una historia de amor, con una atmósfera pasional, sexo libre, baños de sol desnudos frente al mar y distintas drogas como la marihuana y el hachís. Por lo que lo anterior retrata la escena hippie del momento en Europa centrado especialmente en la vida de las comunas en Ibiza.
Pronto, Stefan sospecha que Estelle está involucrada de modo dependiente con el Dr. Wolf. Por lo que tomando prestada una casa villa de un hippie para aislarse fuera de la ciudad, Stefan busca salvar a Estelle solo para descubrir que realmente no quiere ser salvada, al mostrarle la heroína robada (referida por su antiguo nombre callejero como "caballo") y confesar sus aparentes intenciones a su amiga Cathy (Louise Wink). Inicialmente, Stefan está en contra de que Estelle use heroína, pero después de que ella le confesara haberla usado previamente, le convence de que la pruebe. Pronto, Stefan y Estelle se volverán adictos a la heroína hasta ser descubiertos por el Dr. Wolf, quien le hará pagar la deuda por lo robado a Stefan trabajando en su bar. Ante esa situación, Stefan trata de romper la adicción en pareja usando LSD e inicialmente logran mantenerse limpios. Sin embargo, ante la nueva adicción, un día Stefan reconoce que Estelle no retorna a casa por quedarse con el Dr. Wolf, a quien llama Ernesto, recayendo nuevamente en su adicción a la heroína.
Un día, Charlie llega de sorpresa a visitar a Stefan a la casa villa y le recuerda su advertencia, aclarándole que con él ya serían tres las personas que Estelle ha llevado así a los servicios del Dr. Wolf, quien es un temido traficante de drogas en la isla que comercializa a través de su hotel y bar, buscando nuevos adictos como peones de paso y destruyéndolos emocionalmente para pagar las deudas de la adicción y promiscuidad de Estelle. Por lo que Charlie le ofrece a Stefan salvarlo, dejando todo atrás y llevárselo a París para ser desintoxicado. Contrariado, Stefan prefiere pelear con Charlie y buscar de noche a Estelle a la casa del Dr. Wolf sin éxito, llevando su locura de amor y adicción hasta una sobredosis callejera en pleno amanecer frente al Portal de Ses Taules.

## Reparto
- Mimsy Farmer como Estelle Miller.
- Klaus Grünberg como Stefan Brückner.
- Heinz Engelmann como Dr. Ernesto Wolf
- Michel Chanderli como Charlie.
- Henry Wolf como Henry.
- Louise Wink como Cathy.

## Producción
La junta de censura cinematográfica francesa en 1969 insistió en que parte del diálogo se censurara alrededor de los 81 minutos antes de que la película pudiera estrenarse. En la película, mientras la pareja hace una mezcla alucinógena en la cocina, los ingredientes "benzedrina" y "cáscara de plátano" se eliminan del audio. En el DVD, las palabras se han vuelto a agregar.
La mayor parte de la película fue filmada en la isla de Ibiza. El castillo de Ibiza, que domina el puerto y la ciudad, es el escenario del acto final. El túnel del Portal de Ses Taules cerca del castillo también se usó para París, además de filmarse en el existente Hotel La Louisiane, habitación 36.

## Banda sonora
- Music from the Film 'More'